# Manuel Tames
Manuel Tames is een gemeente in de Cubaanse provincie Guantánamo. De gemeente heeft een oppervlakte van 1050 km² en telt 38.800 inwoners (2015). Haar hoofdplaats (cabecera) is sinds 2011 Jamaica.